# 四棵树河
四棵树河，位于中华人民共和国新疆维吾尔自治区塔城地区乌苏市中部的一条河流，奎屯河左岸支流，发源于博罗科努山冰川区，先由西向东流，之后转东北流，过山口水电站后转北流，经石门电站、四棵树一级电站、二级电子、三级电站，又经吉勒德水文站流出山口，之后经四棵树引水枢纽和七一大渠，穿越312国道、北疆铁路，经百泉镇、新疆生产建设兵团第七师一二四团折向西北，于甘家湖牧场附近汇入奎屯河。河流全长219千米，吉勒德水文站以上流域面积921平方千米，年均径流量约3.05亿立方米。